# Тулгас (приток Северной Двины)
Тулгас — река в России, протекает по Виноградовскому району Архангельской области. Устье реки находится в 406 км по левому берегу реки Северная Двина. Длина реки составляет 29 км. Основной приток — Важемец. На реке стоит одноимённый населённый пункт.

## Данные водного реестра
По данным государственного водного реестра России относится к Двинско-Печорскому бассейновому округу, водохозяйственный участок реки — Северная Двина от впадения реки Вычегда до впадения реки Вага, речной подбассейн реки — Северная Двина ниже места слияния Вычегды и Малой Северной Двины. Речной бассейн реки — Северная Двина.
Код объекта в государственном водном реестре — 03020300112103000027968.

## Топографическая карта
- Лист карты P-38-51,52 Сергеевская. Масштаб: 1 : 100 000. Указать дату выпуска/состояния местности.